# Ctenitis hemsleyana
Ctenitis hemsleyana är en träjonväxtart som först beskrevs av Bak. och William Botting Hemsley, och fick sitt nu gällande namn av Edwin Bingham Copeland. Ctenitis hemsleyana ingår i släktet Ctenitis och familjen Dryopteridaceae. Inga underarter finns listade.